# Yarula
Yarula är en kommun i Honduras.   Den ligger i departementet Departamento de La Paz, i den sydvästra delen av landet, 90 km väster om huvudstaden Tegucigalpa. Antalet invånare är 5 638.